# Lernaeocera branchialis
Lernaeocera branchialis är en kräftdjursart som först beskrevs av Carl von Linné 1767.  Lernaeocera branchialis ingår i släktet Lernaeocera och familjen Pennellidae. Arten är reproducerande i Sverige. Inga underarter finns listade i Catalogue of Life.

## Bildgalleri

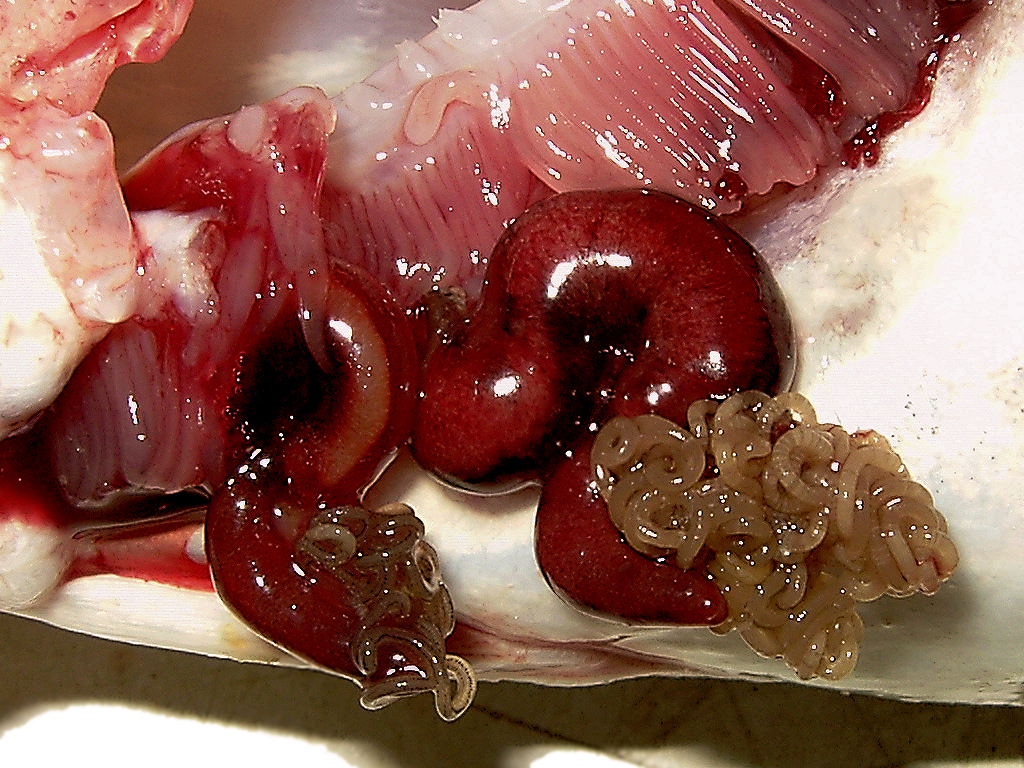